# Sawia vittata
Sawia vittata är en fjärilsart som beskrevs av Sergius G. Kiriakoff 1970. Sawia vittata ingår i släktet Sawia och familjen tandspinnare. Inga underarter finns listade.